# Approbatae Constitutiones
Az Approbatae Constitutiones, teljes címén „Approbatae constitutiones regni Transylvaniae et partium Hungariae eidem annexarum, ex articulis ab anno millesimo quingentesimo quadragesimo ad praesentem huncusque millesimum sexcentesimum quinquagesimum tertium conclusae, compilatae; ac primum quidem per dominos consiliarios revisae, tandemque in generali dominorum regnicolarum” 1653-ban kiadott erdélyi törvénygyűjtemény, amely az 1541–1653 közötti országgyűlések végzéseit tartalmazta. Gyakran Approbáták vagy Approbaták néven hivatkoznak rá.
Az 1669-ben megjelent Compiláták-kal együtt fontos szerepet játszott a magyar jogi szaknyelv kialakulásában.

## Előzményei
Az erdélyi országgyűléseken hozott törvényeket Báthory Gábor uralkodásától kezdve nyomtatásban tették közzé. A törvények rendszerezése azonban váratott magára; a háborúk során egyes törvények szövege elveszett, egyes törvényeket meghaladott az idő, és a hatályos törvények között számos ellentmondás mutatkozott. Bethlen Gábor utasítására elkészült a Specimen Juridici Processus, amelyben a törvénykezés rendjét megszabó jogszabályokat gyűjtötték össze.
A törvényeket eleinte latin nyelven fogalmazták, de az 1556. márciusi szászsebesi országgyűlésen elfogadottakat már magyarul szövegezték meg. A magyarul nem tudó Izabella királyné miatt visszatértek a latin nyelvhez, de ez nem tartott sokáig: 1565-re a törvényhozás nyelve már magyar volt; a törvények bevezetése és záradék azonban latin nyelvű maradt, és a szövegben is előfordultak latin nyelvű mondatok vagy kifejezések.

## Kiadása

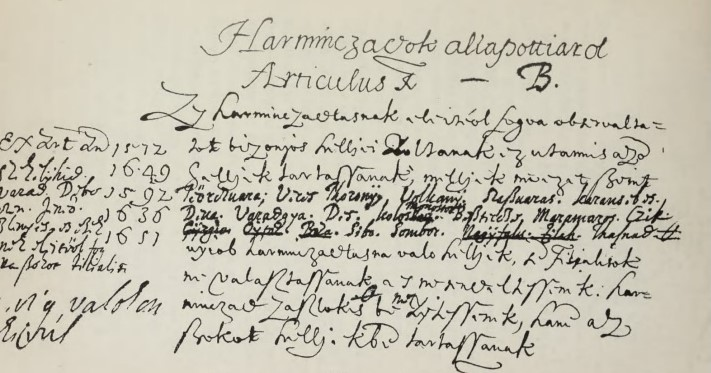
Részlet az Approbaták kéziratából, II. Rákóczi György és Kemény János javításaival

A gyűjtemény kiadását I. Rákóczi György kezdeményezte 1652 tavaszán azzal a céllal, hogy összegyűjtsék és rendszerezzék a létező jogszabályokat. Az összegyűjtés és szerkesztés munkáját a három nemzet képviselőiből álló bizottság végezte Bethlen Ferenc elnökletével. A bizottság tagjai Vitéz György, Orbán Ferenc, Torma Péter, Szentpáli István táblabírák, Virginás István partiumi és Sárkány Márton erdélyi kincstári ügyigazgatók, Körösi István, Károlyi Mihály és Farkas Ferenc magyar és székely, Reyzner János és Literátus János szász jogtudósok voltak. Az összegyűjtés mellett tartalmi egyeztetést is végrehajtottak, az elavult vagy ellentmondásos részeket nem vették be a törvénykönyvbe. Az így megszerkesztett joganyagot tematikusan csoportosították, és időrendbe szedték, szükség esetén kiigazították.
Az 1653. január 15-én megnyílt, két hónapig ülésező gyulafehérvári országgyűlés során a fejedelmi tanács felülvizsgálta és javította az anyagot. Az országgyűlés során többen módosítási igénnyel léptek fel: a szászok nem látták biztosítottak a privilégiumaikat, a katolikusok a jezsuiták kitiltását próbálták kihagyatni belőle, a reformátusok a vallásújítást akarták volna meghagyatni. Az országgyűlés által jóváhagyott gyűjteményt II. Rákóczi György 1653. március 15-én erősítette meg. Az anyag átvizsgálására és véglegesítésére az országgyűlés új bizottságot rendelt ki, amelynek tagjai között voltak  Rhédey Ferenc, Barcsay Ákos és Kemény János későbbi fejedelmek is.
A gyűjtemény 1653-ban jelent meg Nagyváradon, Szenczi Kertész Ábrahám nyomdájában magyar nyelven, amelybe azonban latin kifejezések is vegyültek. További kiadásai jelentek meg Kolozsváron 1677-ben és 1696-ban, illetve Erdély Országának három könyvekre osztott törvényes könyve címmel 1815-ben.
Latin nyelvű fordítását, amelyet Eder József Károly készített, 1800-ban adták ki Nagyszebenben.
Teljesen magyar nyelvű, jegyzetekkel ellátott kiadása 1900-ban jelent meg Kolosváry Sándor, Óvári Kelemen és Márkus Dezső gondozásában.

## Tartalma
A „hazai jogok s dolgok zsinórmértékeül” szolgáló gyűjtemény első része a vallásügyről, a második az alkotmányjogról, a harmadik a rendi jogokról, a negyedik a peres eljárásról szól, az ötödik fejedelmi határozatokat tartalmaz.
Vallás
A négy bevett vallás (evangélikus református, ágostai hitvallású lutheránus, római katolikus, unitárius) gyakorlata a szokásos helyeken szabad. A vallásújítás vagy új vallások behozatala tilos, a judaizmus szintén tilalom alá esik. Tilos a földesuraknak a jobbágyokat vagy a ház népét erőszakkal a maga vallására téríteni. A románok által gyakorolt ortodox kereszténység nem tartozik a bevett vallások közé, de a vallás gyakorlatát a törvénykönyv nem korlátozza, csak az egyházi személyek jogállásáról rendelkezik. A jezsuiták kitiltása érvényben marad, más rendbeli papok és szerzetesek azonban működhetnek.
Alkotmányjog
Az állam élén a fejedelem áll, akit a rendek szabadon választanak. A rendek feltételeket szabnak a megválasztott fejedelemnek, amelyeket esküvel kell megerősítenie. Az Approbátákba bekerültek Rákóczi Zsigmond, Báthory Gábor, Bethlen Gábor, Brandenburgi Katalin, I. Rákóczi György, II. Rákóczi György és II. Rákóczi Ferenc fejedelemválasztási feltételei. Nem került be azonban a gyűjteménybe az a szabály, amelyet az országgyűlés 1613-ban, Bethlen Gábor fejedelemmé választásakor fogadott el, és amely kimondta, hogy amennyiben a fejedelem nem tartaná be esküjét, a kulcsos városok, tanácsosok, székely és egyéb kapitányok ellenállhassanak neki. A fejedelem mellett áll a fejedelmi tanács, amely segíti és ellenőrzi a fejedelem törvényhozó és végrehajtó tevékenységét. A hadüzenet és békekötés a fejedelem joga, de törekednie kell a békére, különösen a moldvai és havasalföldi fejedelmekkel való jó viszonyra.
Rendi jogok
A szakasz a a három nemzet és négy vallás uniójára vonatkozó 1630. és 1649. évi törvényekkel kezdődik, majd felsorolja a három nemzet és az egyes rendek sajátos jogállását. Ezen kívül kitér a három nemzethez illetve négy bevett valláshoz nem tartozó hajdúk, görögök, örmények, szerbek, bolgárok, dalmaták és egyéb nemzetek („kik kiváltképen a török birodalmából szoktanak jönni, menni, és kereskedni”), cigányok, „új keresztények” (az Alvincen lakó habánok) jogaira és kötelességeire, tartalmazza a városi polgárok és kézművesek illetve a városok privilégiumait, és felsorolja a jobbágyok terheit. Ez a rész számos magánjogi szabályt is tartalmaz.
Peres eljárások
A szakasz a polgári- és büntetőeljárást, illetve a jogszolgáltatási szervezet egyes kérdéseit szabályozza. Több helyen hivatkozik a Bethlen Gábor-flke Specimen Juridici Processus rendelkezéseire, és felöleli a székely és szász székek speciális eljárási jogát.
Fejedelmi határozatok
Az ötödik rész ediktumnak nevezett fejedelmi határozatokat tartalmaz, amelyek elsősorban közigazgatási tárgyúak, de vannak köztük magánjogi valamint büntetőjogi rendelkezések is.

## Utóélete
Az Approbáták után megjelent törvények összegyűjtését az 1668. január—februári besztercei országgyűlésen rendelték el. Ez a Compilatae Constitutiones Regni Transilvaniae et Partium Hungáriae eidem annexarum (Compiláták) című kiegészítő gyűjtemény az 1654–1669 közötti törvényeket tartalmazza és 1669. március 4-ikén I. Apafi Mihály erősítette meg. Az Approbáták és Compiláták hatályban maradtak akkor is, amikor Erdély Habsburg-uralom alá került; a Diploma Leopoldinum is megerősítette őket. A török portával való kapcsolatokra vonatkozó részt az 1744. évi erdélyi I. törvénycikk eltörölte.